# VfL 1990 Gera
Der Verein für Leibesübungen VfL 1990 Gera e.V. ist ein Sportverein in der ostthüringischen Stadt Gera und ist im Stadtteil Debschwitz ansässig. Er bietet Sport in 14 Abteilungen an, darunter die populären Sportarten Fußball, Handball, Volleyball, Tischtennis, Schwimmsport und Schach. Dem Verein steht der städtische Sportplatz „Am Fuchsberg“ in Debschwitz zur Verfügung.

## Vereinsentwicklung

### BSG Empor Gera
Der VfL 1990 ist zurückzuführen auf zwei Betriebssportgemeinschaften (BSG), die in der Zeit der DDR bestanden. Anfang der 1950er Jahre unterhielten die Geraer Handelseinrichtungen die BSG Empor Gera. Zu ihr gehörten wie üblich mehrere Sportsektionen, von denen Fußball und Rollschuhsport die größte Aufmerksamkeit erregten. Zwischen 1950 und 1956 wurde Empor Gera fünfmal DDR-Meister im Rollhockey. In den 1960er Jahren wurde der Rollschuhsport jedoch in andere Betriebssportgemeinschaften ausgelagert. Die Sektion Fußball erreichte zeit ihres Bestehens nie das Niveau der dritt- bzw. viertklassigen Bezirksliga.

### BSG Elektronik Gera
1973 fand ein Wechsel des Trägerbetriebs statt, die BSG wurde vom Kondensatorenwerk Gera übernommen und bekam mit BSG Elektronik Gera einen neuen Namen. Die BSG Elektronik machte zunächst im Radsport von sich reden, der spätere Radprofi Jens Heppner begann hier seine Karriere. Im Fußball stand Elektronik Gera weiter im Schatten erfolgreicherer Geraer Mannschaften. Erst im Jahr 1988 gelang der Aufstieg in die drittklassige Bezirksliga Gera, unter Mithilfe des ehemaligen Geraer und Jenaer Oberligaspielers Michael Strempel. 1989 gewann die BSG Elektronik den Fußballbezirkspokal und qualifizierte sich damit für den DDR-weiten FDGB-Fußballpokal-Wettbewerb. In der ersten Runde hatten die Geraer zuhause gegen den Zweitligisten Robotron Sömmerda anzutreten und schieden nach einer 1:2-Niederlage sofort aus dem Pokalwettbewerb aus. In jenen Jahren etablierte sich der Verein noch vor der SG Dynamo Gera, der ASG Vorwärts Gera und der BSG Modedruck Gera als Nummer zwei in der Stadt hinter der BSG Wismut Gera.

### Aufspaltung in VfL 1990 und FC Blau-Weiß Gera
Nach der politischen Wende von 1989 stellte das Elektronikwerk seine Unterstützung für die BSG ein. Um die zahlreichen Sportarten weiterführen zu können, gründeten BSG-Mitglieder im Sommer 1990 den eingetragenen Verein VfL 1990 Gera, der am 20. August 1990 in das Vereinsregister aufgenommen wurde. Der VfL führte die meisten bisherigen Sportarten weiter, konzentrierte sich aber auf den Volk- und Breitensport. Die Fußballabteilung entschied sich am 15. August 1990 für die Selbstständigkeit und gründete den Verein FC Blau-Weiß Gera. Dieser nahm dann auch das Spielrecht in der neuen Landesliga Thüringen zur Saison 1990/91 wahr. Trotz eines dritten Platzes konnte wegen wegbrechender Unterstützung des inzwischen in eine GmbH umgewandelten Elektronikwerkes die Spielklasse nicht gehalten werden und der Verein zog die Mannschaft nach nur einer Spielzeit in die Bezirksliga zurück. Danach folgten mehrere Ab- und auch wieder Aufstiege. 2007 fusionierte der FC Blau-Weiß mit dem 1. SV Gera und dem Geraer KFC Dynamos zum FV Gera-Süd, heute BSG Wismut Gera, und brachte dabei die Spielklassenzugehörigkeit zur Landesklasse Thüringen (7. Liga) in die Fusion ein. Die Fußballabteilung des VfL 1990 Gera ist über die Kreisspielklassen hinaus nie in höhere Ligen aufgestiegen.

## Personen von besonderer Bedeutung
- Jens Heppner, Radsportler, Tour-de-France-Fahrer, Gewinner der Deutschlandtour 1999, DDR-Straßenmeister 1990, begann 1974 seine Karriere bei der BSG Elektronik
- Michael Strempel, DDR-Oberligaspieler bei Wismut Gera und dem FC Carl Zeiss Jena, beendete seine Fußball-Laufbahn ab 1988 bei der BSG Elektronik.